# Walter White (Breaking Bad)
Walter Hartwell "Walt" White Sr., bűnözői álnevén Heisenberg a Breaking Bad – Totál szívás című amerikai bűnügyi drámasorozat főszereplője, Bryan Cranston alakításában. Magyar hangja Háda János.
Háttértörténete szerint a California Institute of Technology hallgatójaként barátjával, Elliott Schwartzcal és akkori barátnőjével, Gretchennel közösen megalapította a Gray Matter Technologies nevű céget (a magyar szinkronban Szürkeállományként is hivatkoznak rá). Walt váratlanul otthagyta munkáját és 5000 dollárért eladta részvényeit - nem sokkal ezután a vállalat befutott, nagyrészt épp az ő kutatásainak köszönhetően. Ezt követően az új-mexikói Albuquerque-be költözött, itt alapított családot és helyezkedett el alulfizetett középiskolai kémiatanárként. Az 50. születésnapján kiderül, hogy halálos beteg, tüdőrákos. Családja anyagi helyzetének biztosítása érdekében egy volt tanítványával, a drogdíler Jesse Pinkmannel (Aaron Paul) metamfetamin gyártásába és terjesztésébe kezd. Az illegális drogbiznisz az alvilág egyre mélyebb bugyraiba sodorja őt, személyiségét is egyre könyörtelenebbé téve, miközben Heisenberg álnéven közismert vezéralakká válik a helyi drogkereskedők körében. A sorozat megalkotójának, Vince Gilligannek a célja az volt a szereplővel, hogy „Mr. Chipset Sebhelyesarcúvá alakítsa át”, illetve fokozatosan csökkentse a nézők iránta érzett szimpátiáját. Walt átalakulása szelíd, nyájas modorú iskolai tanárból, illetve családapából kegyetlen bűnügyi mesterelmévé és gyilkossá a sorozat központi eleme.
A szereplő és Cranston alakítása is kivívta a kritikusok elismerését, White-ot minden idők legnagyszerűbb és legikonikusabb televíziós karakterei közt tartják számon. A színész négy Primetime Emmy-díj-at nyert legjobb férfi főszereplő drámasorozatban kategóriában. Az 1960-as évek I Spy című sorozatában játszó Bill Cosby után ő a második, ezt a díjat három egymást követő évben is megszerző férfiszínész. Negyedik győzelmével Cranston utolérte Dennis Franzt az említett televíziós kategóriában. Cranston továbbá az első színész, aki egy személyben vihetett haza Critics' Choice, Golden Globe-, Primetime Emmy- és Screen Actors Guild-díjakat is.
Walter White az egyike azon kevés karakternek, akik az előzménytörténetként is funkcionáló "Better Call Saul" sorozatban és a kvázi-folytatásnak tekinthető "El Camino" filmben is megjelennek.

## Megalkotása
Tony Soprano karakteréből inspirálódva Vince Gilligan egy olyan főszereplőt szeretett volna, aki a történet kezdetén még főhős, és szép lassan átcsúszva a másik oldalra lesz főgonosz. A karaktert kapuzárási pánik is sújtotta, azért, hogy meglegyen a komoly kockázatot jelentő döntésekhez is a motivációja. Walter White, egészen addig, hogy elkezdett metamfetamint gyártani, még sohasem került összeütközésbe a törvénnyel.
Bár a Breaking Badet sugárzó AMC vezetősége eleinte vonakodott attól, hogy Cranstonra ossza a szerepet (a korábbi, Már megint Malcolm című szituációs komédiában történő szereplése miatt, ahol Halt, a sokszor infantilisen viselkedő apát játszotta), Gilligan választása mégis a színészre esett. Döntését az általa írt Száguldás című, 1998-ban bemutatott X-akták-epizódban nyújtott teljesítményére alapozta. Ebben Cranston egy halálos betegségben szenvedő antiszemita férfit alakított, aki túszul ejtette a főszereplő Fox Muldert. Gilligan szerint a szerep egyszerre volt visszatetsző és szimpatikus, és megítélése szerint egyedül Cranston tudta jól eljátszani. Az AMC vezetői mégis csak azután mondtak igent a szerződtetésére, hogy John Cusack és Matthew Broderick nemet mondtak, és miután ők is megnézték az ominózus részt.
Cranston nagyban hozzájárult Walter White megalkotásához, beleértve annak háttértörténetét, külső megjelenését és személyiségjegyeit is. Ezek ugyanis nem voltak kellőképpen kidolgozva a sorozat indulásakor. A kezdetekkor felszedett több kilót, annak érdekében, hogy Walt betegségével összefüggő fogyása látványosabb legyen. Haját, aminek kissé vöröses beütése van, barnára festette, és Walt ruhatárát is kizárólag zöld és barna színű holmikból állította össze, hogy ezzel is hangsúlyozza a karakter jelentéktelenségét. Mindezt pedig egy szánalmasnak ható bajusz növesztésével tette teljessé. Gyakran beleszólt a forgatókönyvbe is, ha úgy érezte, hogy bizonyos helyzeteket Walt másként csinálna. Megjelenését az apjáról mintázta: Walt szinte sohasem áll egyenesen, mindig kissé előregörbülő testtartása van, mintha a világ súlyát cipelné a vállain.
Gilligan szerint sokszor nehéz volt megírni Walter White történetét, főként amikor már sötét, morálisan is megkérdőjelezhető döntéseket hozott. A történet előrehaladtával úgy alakították a cselekményt, hogy a karakter egyre jobban unszimpatikus legyen. Walt döntéseit és érzéseit sokszor motiválja a sértettség, főként a saját korábbi rossz döntéseinek meghozatalából adódóan (amit pedig sokszor a kishitűség motivált).

## Fiktív életrajza
|  | Alább a cselekmény részletei következnek! |

### A sorozat előtt
Walter White szülei egyetlen gyermeke volt. Hat éves korában vesztette el az apját, aki meghalt Huntington-kórban. A California Institute of Technology-n kémiát tanult, és diplomázása után a Los Alamos-i nemzeti laboratóriumban helyezkedett el. Egy csapat tagjaként proton-radiográfiával foglalkozott, melynek végén a csapata 1985-ben kémiai Nobel-díjat nyert 1985-ben. Ezután társult régi barátjával és egyetemi csoporttársával, Elliott Schwartz-cal, és csinálták meg a Gray Matter Technologies céget (magyarul Szürkeállomány néven is hivatkoznak rá). Ebben az időben Walt a laborasszisztensével, Gretchennel járt. Egy nap, közvetlenül azután, hogy Gretchen bemutatta őt a szüleinek, váratlanul úgy döntött, hogy otthagyja a céget, és mindössze 5 ezer dollárért eladta a részesedését. Elliott és Gretchen később összeházasodtak, és hatalmas pénzt kerestek a céggel, mely nem kis részben a Walt által végzett kutatásokból származott. Noha a baráti viszony fennmaradt köztük, Walt titokban megvetette mindkettejüket, amiért az ő ötleteiből gazdagodtak meg.
Ötven éves korára így odáig jutott, hogy Albuquerque városában középiskolai kémiatanár lett, aki unott diákoknak oktat. Feleségét, Skylert, aki 11 évvel fiatalabb volt nála, egy étkezdében ismerte meg, ahol a nő pincérnő volt, később pedig számos munkát végzett, például könyvelt is. Walt a keresményét egy autómosóban egészítette ki ekkoriban, amit különösen megalázónak talált, főleg amikor a saját diákjai szeme láttára kellett ezt tennie. Fia, Walt Jr. egy születéskor fellépő oxigénhiányos állapot miatt agyi bénulást szenvedett, ezért csak mankók segítségével tud járni és a beszéde is vontatott. Ha ez még nem lenne elég, Skyler váratlanul teherbe esett még a történet kezdete előtt, így egy újszülött lánya, Holly is a család tagja lesz. Walt sógora Hank Schrader a drogelhárításnál (DEA) dolgozik, az ő felesége, Marie pedig Skyler testvére. Van Waltnak egy anyja is, akiről csak említést tesznek a sorozat során, de sosem látjuk.

### 1. évad
Ötvenedik születésnapján meglepetésbulit tartanak a tiszteletére, ahol Hank felajánlja neki, hogy magával viszi egy drogos rajtaütésre. Másnap összeesik az autómosóban, és elájul. Kórházba viszik, ahol közlik vele, hogy operálhatatlan tüdőrákban szenved, és meg fog halni két éven belül. A rossz hírt ekkor nem osztja meg senkivel. Elmegy Hankkel egy bevetésre, ahol egy piti drogdílert, Emilio Koyamát akarnak lekapcsolni. Az akció közben Walt meglátja, ahogy Emilio haverja hanyatt-homlok menekül, és felismeri benne egykori diákját, Jesse Pinkmant. Egy hirtelen ötlettől vezérelve, amit az motivál, hogy halála után semmit nem hagy a családjára, csak adósságokat, felkeresi Jesset, és megzsarolja: segítsen neki eladni azt a kábítószert, amit ő készít, különben feldobja a rendőrségen. Hogy könnyebben tudjanak dolgozni, Walt a megtakarításait Jessenek adja, hogy vegyen belőle egy lakóbuszt, amivel aztán a sivatagban főzhetnek.
Az első adag rendkívüli tisztaságú szert Jesse elviszi a környékbeli dílerének, Krazy-8-nek, aki, akárcsak a frissen szabadult Emilio, kíváncsi, hogy honnan van. A találkozó azonban balul sül el: Emilio felismeri Waltot a rajtaütés helyszínéről és azt hiszi, hogy informátor, így Krazy-8 megfenyegeti őket, hogy mutassák meg, hogy készül a drog. Walt látszólag hozzá is kezd, ám ehelyett mérgező foszfingázzal teszi őket ártalmatlanná, majd rájuk csukja az ajtót. Emilio azonnal meghal, Krazy-8 viszont túléli az esetet. Mivel veszélyes lehet, Jesse házának pincéjébe viszik, ahol lelakatolják, és egy sorshúzásnak köszönhetően Waltnak kell végeznie vele. Krazy-8 azonban a bizalmába férkőzik egy hosszas beszélgetés után, ezért hajlik arra, hogy megkímélje az életét. Ám amikor észreveszi, hogy Krazy-8 csak arra vár, hogy elengedjék, és aztán egy darab törött tányérral leszúrja őt, Walt megfojtja őt a nyakára tett lakattal. Krazy-8 a kezében lévő tányérral hadonászva azért súlyosan megsebesíti őt, az emberölés pedig annyira traumatizálja, hogy elhatározza, mégsem készít többé drogot.
Mivel a kimaradásai gyanút keltenek, Walt kénytelen elmondani a családjának, hogy rákos. Ők kérik, hogy vesse alá magát kemoterápiának, de ő elutasítja ezt, részben az apja halála miatti negatív tapasztalatok miatt, mert nem akar a terhükre lenni, és részben azért, mert hatalmas költségekkel járna. Később aztán úgy dönt, belevág, de csak miután sértettségből elutasítja Schwartzék segítő ajánlatát, és a költségeket inkább mégis a drogüzletből akarja fedezni. Mivel a kemoterápia miatt kopaszodni kezd, úgy dönt, lenyírja a haját. Mivel elégedetlen, ahogy Jesse módszereivel csak igen lassan jön be a pénz, a javaslatára felkeresteti vele Tuco Salamancát, a környék legnagyobb dílerét. Tuco azonban nemcsak hogy elveszi az árut, de még jól meg is veri Jesset, ezért Walt saját maga megy el. Magát Heisenbergnek nevezi, és becsempészett higany-fulmináttal idéz elő robbanást, hogy elérje, amit akar. Tucónak imponál Walt bátorsága, és úgy dönt, üzletel vele a későbbiekben is. Mivel hatalmas mennyiséget vállalt leszállítani, azt csak egyféleképpen tudják teljesíteni: ha az egyik prekurzort, a nehézkesen beszerezhető pszeudoefedrint metil-aminnal helyettesítik. Lopnak egy hordóval, aminek köszönhetően az árujuknak különleges, kék színe lesz, viszont ugyanolyan tiszta, mint korábban. Le is szállítják az árut, a drogtól pszichózisba keveredő Tuco azonban a szemük láttára agyonveri az egyik emberét, és mint szemtanúknak, nekik is félniük kell.

### 2. évad
Nem is ok nélkül, Tuco nem sokkal később elrabolja mindkettejüket és egy sivatagi kalyibába viszi őket, ahol a mozgás- és beszédképtelen nagybátyával, Hectorral él. Tuco azt tervezi, hogy mindkettejüket Mexikóba viszi, ahol aztán neki főzik az anyagot. A terveit egy sikertelen mérgezési és szökési kísérlet, valamint a váratlanul felbukkanó, az eltűnt Waltot kereső Hank húzza keresztül. Hogy alibit teremtsen az eltűnésére, Walt meztelenül kezd el kóborolni egy boltban, azt a látszatot keltve, hogy a betegsége (vagy a gyógyszerek) miatt megzavarodott. A megmaradt anyagot ő és Jesse saját maguk kezdik el értékesíteni, ami nehézségekkel jár, miután egyik dílerüket, Badgert beviszi a rendőrség. Egy ügyvéd, Saul Goodman jár el az érdekükben (kezdetben némi nyomás hatására), aki később már azt kéri, hogy jogi védelem fejében kapjon részesedést. Saul segít a pénzmosásban, továbbá az értékesítést megkönnyítendő a kapcsolatain keresztül segít eljutni Gus Fringhez, aki civilben a Los Pollos Hermanos étteremlánc menedzsere, és rendkívül óvatos. Nem is akar megállapodni Walttal, mert tudja, hogy Jesse drogfüggő, és ez veszélyes lehet. Walt mégis meggyőzi, hogy adjon egy esélyt, és sikeresen le is szállít egy nagy adag drogot - egyedül, mert Jesse herointól kábultan fekszik a lakásán. Emiatt lánya születéséről is lemarad. Jesse barátnője, Jane megtudja, hogy Walt az üzlettel pénzt keresett, és megzsarolja őt: adja oda Jessenek a részét, különben feldobja a rendőröknél. Walt megtagadja ezt, és közli, hogy majd akkor, ha Jesse tiszta lesz. Teljesen véletlenül találkozik Jane apjával egy bárban, és egyikük sem tudja ugyan a másikról, hogy kicsoda, de jót beszélgetnek, és Walt ennek hatására úgy dönt, mégis odaadja a pénzt. Jesset és Jane-t újfent herointól kábult állapotban találja meg - Jane hányni kezd, majd fuldokolni, de Walt semmit nem csinál, hanem hagyja meghalni a lányt. Walt Saultól kér segítséget, aki kiküldi egy emberét, Mike-ot, hogy tüntesse el a nyomokat, ezután pedig Jesset elvonóra viszi. Közben remek híreket kap: nemcsak hogy visszahúzódóban a rákja, de úgy néz ki, meg is lehet operálni. Miközben a műtét előtt elkábítják, véletlenül elszólja magát a másik mobiltelefonjáról, amin a drogügyeit intézi. Skyler ezt hallva nyomozni kezd, felgöngyölíti az összes hazugságát, és végül úgy dönt, elhagyja Waltot, a gyerekeivel együtt. Eközben Albuquerque felett hatalmas légibaleset történik: Jane apja, aki légiforgalom-irányító, képtelen koncentrálni a munkája során, és két gép összeütközik.

### 3. évad
Miután ráment a családja, Walt úgy dönt, hogy kiszáll a drogbizniszből, még annak ellenére is, hogy Gus felajánl neki egy hipermodern, titkos labort, és havi egymillió dollárt. Most, hogy egy apartmanlakásban kénytelen élni, végül bevallja Skylernek, hogy a kezeléseinek a költségét drogpénzből fedezte. A rémült Skyler közös megegyezéssel történő válást akar emiatt, és azt, hogy maradjon ki a gyerekeik életéből. Walt akkor tér vissza a drogkotyvasztáshoz, amikor megtudja, hogy Jesse az ő módszere alapján kitűnő metamfetamint készített, és ez bántja a hiúságát. Elvállalja a felajánlott munkát, laborasszisztense pedig a különc Gale Boetticher lesz. Közben Jessevel összekülönbözik, ezért ő a saját áruját kezdi el teríteni, de óvatlanul, és ezzel sikeresen magára vonja Hank figyelmét. Nem tehetnek mást, meg kell semmisíteni a főzés helyszínéül szolgáló lakóbuszt, és el kell csalniuk a roncstelepen utánuk kutakodó Hanket is. Ennek érdekében azt hazudják neki telefonon keresztül, hogy a feleségét, Marie-t kórházba vitték. Mikor megtudja, hogy átverték, Hank Jesset sejti emögött és brutálisan megveri, ami miatt pert fontolgat ellene. Sőt, Jesse azt is közli, hogy tovább fog főzni, és ha elkapják, akkor elmondja, hogy kicsoda Heisenberg. Hogy elsimítsa a dolgokat, Walt meggyőzi Gust, hogy Gale helyett legyen újra Jesse a partnere, cserébe egyenrangú társak lesznek és feleznek a pénzen. Ezután pedig mivel biztos benne, hogy Skyler nem fogja feldobni őt a rendőrségen, a gyerekek miatt, visszaköltözik a házba. Skyler ezt nehezen fogadja el, és csak hogy megszabaduljon tőle, különféle dolgokat eszel ki, egy idő után még meg is csalja őt a főnökével, Ted Beneke-vel. Walt vissza akar ezért vágni, és megpróbálja elcsábítani az iskolaigazgatónőt - sikertelenül, amiért felfüggesztik a kémiatanári állásából. Nem is sejti, hogy Tuco haláláért két unokatestvére, Leonel és Marco, az ikrek, bosszút akarnak állni és megölni őt. Kizárólag Gus jóindulatán múlik, hogy megakadályozza ideig-óráig, hogy végezzenek vele, majd helyette Hankkel próbálnak leszámolni, az igazi tettessel, sikertelenül. Hank kórházba kerül, és Walt ekkor jön rá, hogy Gus mindvégig tudta, hogy a sógora a drogelhárításnál dolgozik. Hank kórházi kezeléseinek számlái az egekbe rúgnak, Skyler pedig kitalálja, hogy mondják azt, hogy Walt szerencsejáték-függő, és egy csomó pénzt nyert a kártyalapok számolásával - így tudnának legális módon pénzt adni a számlák kifizetésére. Időközben a dolgok rosszra fordulnak: Walt halálra gázolja Gus két utcai dílerét, csak hogy védje Jesset, aki bosszúból meg akarta őket ölni. Gus azonnali hatállyal vérdíjat tűz ki Jessere, a laborba visszaveszi Gale-t, azzal a szándékkal, hogy miután az megtanulta, hogyan kell a kék speedet előállítani, megöleti Waltot. Walt, aki tudja, hogy Gale halálával mindkettejük élete biztonságban lenne, az utolsó pillanatban egy trükköt talál ki. Miután elcsalták őt a laborba, hogy ott végezzenek vele, Walt felhívja Jesset Mike és Victor füle hallatára, és bediktálja Gale címét, Jesse pedig odarohan és megöli Gale-t.

### 4. évad
Ezután Walt és Jesse is foglyok lesznek a laborban, és mindenki Gus érkezésére vár, hogy milyen döntést hoz az ügyükben. Walt felszólal a saját érdekükben, Gus pedig egyetlen szó nélkü Victort öli meg (aki megtanult magától is főzni). Továbbra is az ő alkalmazottai maradnak hát, de a bizalom végképp megromlott. Gus kamerákat szereltet fel a laborban és a személyes találkozást szándékosan kerüli. Walt hamar rájön, hogy az a terv, hogy Jesse és közé éket vernek, és mivel utóbbi is el tudja készíteni a kék speedet ugyanolyan jó minőségben, ha eljön az ideje, tőle megszabadulnak és megölik. Elébe menve az eseményeknek készít egy speciálisan preparált cigarettát, amibe ricinkapszulát helyez, és megkéri Jesset, hogy a felhasználásával ölje meg Gust. Ő viszont nem teszi ezt meg, eleinte kifogásokat keres, majd mikor nyilvánvalóvá válik Walt számára, hogy Jessenek imponál Gus pártfogása, összeverekednek. Ha ez még nem lenne elég, Hank újra nyomozni kezd a Heisenberg-ügyben, és gyanúsnak találja Gust - ráadásul pont Walt segítségét kéri, hogy titokban szereljen fel nyomkövetőt az autójára, vagy épp fuvarozza el őt olyan helyekre, ahol vizsgálódni szeretne. Ez már Gusnak is sok, így azután, hogy megszabadult a mexikói karteltől, kirúgja Waltot, és az életét csak azért kíméli meg, mert Jesse ezt szabta feltételül cserébe azért, hogy neki dolgozzon. Megpróbálja ő és egész családja részére igényelni Saulon keresztül Ed, az "eltakarító" szolgálatait - ez annyit tesz, hogy jó pénzért cserébe új személyazonosságot kapnak, eltűnhetnek, és sosem találnak a nyomukra. Csakhogy Walt majdnem összes pénze eltűnt, mert Skylernek közben akadt egy kis gondja: Ted Beneke hatalmas adócsalásba keveredett, és börtönbüntetés várna rá. A bajból Skyler húzza ki, így viszont több mint 600 ezer dolláros bírságot kell csak befizetnie, és ezt ő fizetteti ki neki, mint egy nagynéni "mesés örökségéből származó pénzt", mert ha nem tenné, az adóhivatali vizsgálat rajta keresztül Walthoz is eljutna, ugyanis közben megvették az autómosót, kizárólag pénzmosási céllal. Amikor pedig az is kiderül, hogy Gus meg akarja öletni Hanket, Walt nem tehet mást, neki kell végeznie Gusszal. Első lépésként Jesse bizalmát szerzi vissza: titokban megmérgezi gyöngyvirággal Jesse barátnőjének, Andreának a fiát. Jesse azonnal ricinmérgezésre gyanakszik, főleg miután eltűnt a cigarettája, és Waltot vádolja. Walt azonban váltig tagad, és közli, hogy ez minden bizonnyal Gus terve volt, hiszen így Jesse lesz az, aki végül az ő halálát kívánja majd és öli őt meg. Jesse elhiszi a mesét és belátja, hogy Gusnak meg kell halnia. Először egy bombát fabrikálnak, hogy felrobbantsák az autójával együtt, amit Gus furfangossága miatt nem tudnak használni. Így Walt kihasználja Gusnak a Hector Salamanca iránt érzett gyűlöletét - szövetkezik az öreggel, és úgy intézi, hogy felkeresse őt az idősek otthonában, majd a tolószékéhez erősített bomba segítségével végez vele. Miután Gus meghalt, már csak egy teendőjük marad: felgyújtani a droglabort.

### 5. évad
Gus halála után Walt teljesen megváltozik: sokkal magabiztosabb, hidegebb és számítóbb lesz, mint korábban. Először rábeszéli Mike-ot, hogy folytassák az üzletet és hármasban társulva csináljanak mindent tovább, majd megsemmisítenek minden terhelő bizonyítékot, ami rájuk utalna, A főzést a Vamonos Pest nevű rovarirtó-vállalkozás fedőtevékenysége alatt végzik, mindig az éppen irtás alatt álló házakban dolgoznak. A szükséges metil-amint Gus régi partnerétől, Lydia Rodarte-Quayle-től szerzik be, míg a DEA rájuk nem száll. Ezért egy merészen végrehajtott vonatrablás során megcsapolnak egy tartálykocsit. Az akció fényes siker, ám a legvégén Todd Alquist, a rovarirtók egyik alkalmazottja, és az ő segédjük, hidegvérrel agyonlő egy szemtanú kisfiút. Jesse és Mike ezen elborzadva úgy döntenek, kiszállnak. Egy arizonai díler, Declan, 15 millió dollárt kínál azért, hogy ne legyenek a riválisai, Walt azonban azt javasolja, hogy fizesse ki csak a társait és dolgozzon vele a jövőben.
Hank rájön, hogy Mike-nak köze lehet a drogügyletekhez, ezért elkezdi őt és a börtönben ülő korábbi kollégáit nyomasztani, hogy valljanak. Amíg Mike benne volt az üzletben, ő mindig kifizette nekik a hallgatási pénzt, de Walt erre nem hajlandó, sőt amint Mike kiszállt, a neveket akarta megtudni tőle, amit Mike elutasított. Walt hirtelen felindulásból megöli Mike-ot, ezután felbérli Todd nagybátyját, Jacket és a neonáci bandáját, hogy a börtönben öljék meg a problémás embereket. Ezután Walt Lydia segítségével néhány hónap alatt közel nyolcvanmillió dollárt keres. Végül Skyler unszolására, és mert belátja, hogy elég volt, úgy dönt, végleg kiszáll a drogbizniszből. Egy családi sütögetést tartanak, amelynek során Hank egy ottfelejtett könyvből véletlenül rájön, hogy Walt volt mindvégig Heisenberg. Amikor szembesíti ezzel a sógorát, Walt nem tagad semmit, de közli, hogy a rákja kiújult, fél éven belül meg fog halni, így eljárást indítani ellene értelmetlen lenne. Ezenkívül fenyegetőleg lép fel és készít egy hamis videofelvételt, amin azt állítja, hogy Hank volt Heisenberg. Hank tudja, hogy a karrierje tönkremehet, ha mindez kiderül, ezért teljes titokban nyomoz.
Walt elássa az összes pénzét a sivatagban, Jesset pedig kifizeti, hogy az új személyazonossággal kezdhessen új életet. Csakhogy Jesse rájön, hogy Walt mérgezte meg Brockot, és gyűlöletében bosszút akar állni. Hank az utolsó pillanatban állítja meg, és azt javasolja, hogy működjenek együtt. Waltot csapdába csalják és trükkel elérik, hogy menjen el oda, ahol a pénzt ásta el. Jesse és Hank sem sejtik, hogy az életét féltő Walt ezúttal Jesset akarja megöletni Jack bandájával, akik szintén a helyszínre érnek. Tűzpárbaj kezdődik, melyben megölik Gomezt, Hank kollégáját. A súlyosan sérült Hanket Jack kivégzi, hiába könyörög Walt az életéért. Ezután egyetlen hordó pénz kivételével az egészet lenyúlják. Walt felfedi, hogy Jesse az autók alatt bújkál, ezért őt is elhurcolják rabszolgának, de előbb Walt még utánaveti, hogy végignézte Jane halálát és nem tett semmit ellene.
Az utolsó hordó pénzt pánikszerűen hazaszállítva könyörög a családjának, hogy meneküljenek el együtt, de Hank halálhírét megtudva Skyler kést fog rá, Walt Jr. pedig meggyűlöli. Elmenekül, de magával viszi Hollyt, akit aztán visszajuttat az anyjának, de csak miután megrendez egy telefonbeszélgetést, amelyben tisztázza Skylert a bűnrészesség alól. Ed segítségét kéri új személyazonosság szerzése iránt. Míg erre várakozik, összefut a szintén menekülőre váltó Saullal, akitől hiába kéri, hogy segítsen bosszút állni Hankért, megtagadja. Walt innentől kezdve mint Mr. Lambert él New Hampshire-ben, egy erdei kunyhóban. Saját maga kezeli a rákját rögtönzött kemoterápiával, megnöveszti a haját és a szakállát, és vastag keretes szemüveget hord, így álcázva magát. Hosszú hónapok után felhívja a fiát, hogy a pénzt odaadja neki, de ő gyűlölettel teli hangon válaszol neki, hogy azt kívánja, hogy haljon meg ő is. Walt ennek hatására úgy érzi, feladja magát, magára hívva a rendőrséget. Csakhogy eközben meglátja a tévében, hogy Schwartzék egy interjúban megtagadják őt, és azt, hogy az ő tudásából gazdagodtak meg, ezért úgy dönt, hogy utolsó erejével inkább lezárja az elvarratlan szálakat.
Egy lopott autóval visszautazik Albuquerque-be, és egy fegyverneppertől szerez egy gépágyút, éppen az 52. születésnapján. Először rákényszeríti Schwartzékat, hogy a fiának a 18. születésnapján adják oda az utolsó hordó megmaradt pénzét, természetesen tisztára mosva. Ezután elmegy Skylerhez, hogy elbúcsúzzon tőle és Hollytól, és hogy végre bevallja: nem a család miatt csinálta mindezt, hanem mert élvezte. Majd találkozik Lydiával, és miközben egy új speedrecept hazugságával eteti (tudván, hogy így felhívhatja magára a figyelmet), megmérgezi a nőt ricinnel. Közben megtudja Jackék rejtekhelyének címét, és az este odamegy. A banda végezni akar vele, azonban ő sértegetni kezdi őket azzal, hogy társultak Jessevel, pedig nem erről volt szó. Jack erre előhozatja a mocskos és rongyokba öltözött Jesset, aki rabszolgaként dolgozik náluk, nem társként. Walt verekedést színlelve a földre viszi Jesset, majd beindítja a ház előtt leparkolt autó tetején lévő gépágyút, amivel végez a banda jelentős részével. Hank megöléséért ő személyesen lövi agyon Jacket, majd megkéri Jesset, hogy ölje meg őt. Jesse ezt megtagadja, hiszen Walt maga is halálosan megsebesült az akcióban, csak eddig nem vette észre. Jesse elmenekül, Walt pedig megereszt egy utolsó telefonhívást, ahol közli Lydiával, hogy mit tett. Ezután elmegy a bázis methlaborjába, ahol végignézi a gépeket, Jesse munkáját, majd összeesik, és meghal, mielőtt a rendőrség megszállná a környéket.

## Fordítás
- Ez a szócikk részben vagy egészben  a   Walter White (Breaking Bad) című angol Wikipédia-szócikk fordításán alapul.  Az eredeti cikk szerkesztőit annak laptörténete sorolja fel. Ez a jelzés csupán a megfogalmazás eredetét és a szerzői jogokat jelzi, nem szolgál a cikkben szereplő információk forrásmegjelöléseként.